# Гъркова къща
Гърковата къща се намира в Копривщица и една от най-хубавите къщи в града. Къщата е построена от одринския майстор Уста Гавраил през 1842 г. за копривщенския джелепин Геро Гърков, откъдето идва и името и. Нейната хубост е сравнима с красотата на прочутите Ослекова и Лютова къща.

## Изписване на къщата
Гърковата къща е изписана през 1855 година от неизвестен майстор. Датата на зографисването 1855 г. е отбелязана в медальон върху челната фасада в средата на портика всред красива орнаментално решена композиция.
Стените на фасадата са тонирани с ултрамарин, с изключение на източната, която в ярко индиговосин цвят. Външноста е разделена от линеарна изписана бяла украса разделяща стените на части и съчетаваща ги с паната на еркерите и подпрозоречните пространства. Три дъбови колони стъпили върху мраморни бази, които в горният си край завършват с богато профилирани капители образуват арките на портика. Украсата му има и флорални елементи от виещи се в сложен ритъм бледосини листа. Двете странични решения завършват с охравозлатисти кошници с алени и златисти цветя в тях.
Отводът на приземният етаж е оцветен в кафяв цвят, разделен на бели и тъмнокафяви орнаментални ивици, разделящи стените на пана.
Предната стая до него е оловнозелена, а украсата и – двуредна. Отдолу майсторът е изписал фигури имитиращи керамична облицовка, а над този цокъл стената в по-високата си част е разделена на правоъгълни пана. Централно място заема алафранга с богат, стилизиран пейзаж, чийто преден план е оформен като портал с орнаментална релефна украса. В дъното на пейзажа има представителна сграда увенчана с купол, а входът и е оформен като стълба с парапети. Върху шпила на купола са изписани две птици гледащи една към друга, а в небето над тях се рее още една. Небето аленее и прелива в прозрачносив цвят.
Украсен със стенописи е и вторият етаж на къщата. Стените отново са разделени на пана, очертани от рисувани колони с богати акантови капители и бази поставени оформени като шестоъгълни призми.
Стените на предната стая са яркосини, в ниската част има рисуван, деркоративен цокъл на квадрати с колонада над него. В голямата ниша на алафрангата се дипли алена завеса извезана с бели маргарити и дантела, разделена на две от шнур с три черни пискюла. На пъстър плочник под нея има маса с вити крака с разположена върху нея синя ваза с бледо сиви рози и алени лилии. Около вазата се реят пет гълъба, а в дъното на рисунъка се вижда град от къщи с еркери, джамии с високи минарета и много кипариси.
В северната част на етажа има още една стая оцветена в интензивен, но мек теменужен цвят. И тази стая е разделена на пана, очертани от колони с бяло и тъмнокафяво по цялата височина на стените. В тази стая две нарисувани колони носят украсена арка, която съвпада по височина с края на нишата на алафрангата. В дъното и е изписана пирамидална конструкция от виещи се цветя и цъфнали стръкове, която във височина завършва с букет от алени рози поставен в синя база. Самата ниша е заобиколена от гирлянд от сини и алени рози.
Гърковата, Кулаксъзовата и Рашко Ценовата къща, придружени от ресторант „Средна гора“, Братската могила и Моравеновия мост оформят ансамбъла на „Бит пазар“.
Гърковата къща се намира на улица „Любен Каравелов“ № 11, но не музей и не е отворена за посещение.